# Люсиль Риксен
Люсиль Риксен (англ. Lucille Ricksen; 22 августа 1910 Чикаго, Иллинойс, США — 13  марта 1925 Лос-Анджелес, Калифорния, США) — американская киноактриса.

## Биография
Люсиль Риксен родилась 22 августа 1910 года в Чикаго, США. Первый раз снялась в короткометражке "Edgar's Hamlet" в 1920 году. Снялась в общей сложности в 11 фильмах и в 4 короткометражках. Скончалась 13 марта 1925 года в возрасте 14 лет.

## Фильмография
Актриса
- The Denial (1925) — The daughter
- Idle Tongues (1924) — Faith Copeland
- Young Ideas (1924) — Eloise Lowden
- Those Who Dance (1924) — Ruth Kane
- The Hill Billy (1924) — Emmy Lou Spence
- The Rendezvous (1923) — Vera
- One of Three (1923) — короткометражка
- The Strangers' Banquet (1922) — Flapper
- The Girl Who Ran Wild (1922) — Clytie
- Remembrance (1922) — Child
- The Married Flapper (1922) — Carolyn Carter
- Edgar, the Detective (1921) — короткометражка
- The Old Nest (1921) — Kate at 9       * Edgar’s Little Saw (1920) -короткометражка
- Edgar’s Hamlet (1920) — короткометражка